# Редд Фокс
Джон Элрой Сэнфорд (англ. John Elroy Sanford; 1922—1991) — американский актёр-комик и исполнитель песен, выступавший под псевдонимом Редд Фокс (англ. Redd Foxx). Стал широко известен благодаря главной роли в комедийном телесериале «Сэнфорд и Сын» (1972—1977). Был удостоен премии «Золотой глобус» за эту роль 1973 году.

## Биография
Родился 9 декабря 1922 года в Сент-Луисе, штат Миссури, в семье Фредди Сэнфорда (1897—1944) и Мэри Карсон (1903—1993).
Вырос в южной части Чикаго. Его отец, электрик и автомеханик, оставил семью, когда Джону было четыре года. Поэтому воспитывался своей матерью, имеющей наполовину кровь индейцев семинолов, а также бабушкой. Обучался в чикагской школе DuSable High School.
В 1939 году принимал участие в шоу Major Bowes Amateur Hour на радио. В сентябре 1946 года записал пять песен для лейбла Savoy Records под руководством Тедди Райга (англ. Teddy Reig).
Широкую известность Редд Фокс получил в 1950-х и 1970-х годах, работая в ночном клубе. Известный как King of the party records, он сделал более 50 записей. Также был одним из первых чернокожих-комиков, играющих для белой аудитории на Лас-Вегас-Стрип.
Умер 11 октября 1991 года в Лос-Анджелесе, Калифорния, похоронен в Лас-Вегасе, в мемориальном парке Palm Memorial Park (Green Valley).
Редд Фокс умер во время репетиции телевизионного шоу «Королевская семья» (англ. The Royal Family). До этого сценку с сердечным приступом он играл достаточно часто, веселя публику. Поэтому, когда при съёмках шоу он схватился за сердце, а потом упал, никто не понял, что на самом деле с актёром случился сердечный приступ, окончившийся смертью вечером в центре Hollywood Presbyterian Medical Center, куда он был доставлен со съёмок.

### Семья
Джон Сэнфорд был женат четыре раза, его жёнами были :
1. Evelyn Killebrew (1948—1951),
2. Betty Jean Harris (1956—1975),
3. Yun Chi Chung (1976—1981),
4. Ka Ho Cho (1991).

## Память
- 17 мая 1992 года был посмертно награждён звездой на Голливудской «Аллее славы».
- Его имя увековечено также в 1992 году на Сент-Луисской «Аллее славы».[5]

## Награды
- Премия «Золотой глобус» за лучшую мужскую роль в телевизионном сериале — комедия или мюзикл (Сэнфорд и Сын, 1973)

## Фильмография
- 1960 — Прекрасные юные каннибалы / All the Fine Young Cannibals — пианист Редд (в титрах не указан)
- 1970 — Хлопок прибывает в Гарлем / Cotton Comes to Harlem — Дядюшка Бад
- 1976 — Норман… это ты? / Norman… Is That You? — Бен Чемберс
- 1989 — Гарлемские ночи / Harlem Nights — Бенни Уилсон